# A Message to Garcia
A Message to Garcia è un film muto del 1916 diretto da Richard Ridgely che aveva come interpreti Mabel Trunnelle, Robert Conness, Herbert Prior, Robert Kegerreis, Brad Sutton e Charles Sutton.
La sceneggiatura del film si ispira a A Message to Garcia di Elbert Hubbard, che lo pubblicò per la prima volta sulla sua rivista The Philistine nel 1899. La storia venne riproposta sullo schermo nel 1936 in Messaggio segreto, un film che aveva come protagonisti Wallace Beery, Barbara Stanwyck, John Boles e Alan Hale.
L'autore Elbert Hubbard era morto nel naufragio del Lusitania, affondato presso le coste irlandesi il 7 maggio 1915.

## Trama
Dopo l'esplosione della corazzata Maine nel porto de L'Avana, il presidente McKinley invia da Emanuel Garcia, il leader degli insorti cubani, il tenente Rowan che gli deve riferire che gli Stati Uniti appoggeranno i ribelli contro la Spagna. A Cuba, l'ufficiale incontra Dolores, una simpatizzante della rivoluzione, che si impegna a portarlo al quartier generale di Garcia. Lungo il percorso, i due si scontrano con gli spagnoli ma i governativi vengono fermati da Dolores che apre il fuoco, permettendo a Rowan di continuare la missione da solo. Gli spagnoli, alla fine, uccidono la ragazza ma non riescono a fermare il tenente che riesce a consegnare il messaggio a Garcia.

## Produzione
Il film, girato a Cuba, fu prodotto dalla Edison Company.

## Distribuzione
Il copyright del film, richiesto dalla Thomas A. Edison, Inc., fu registrato il 20 novembre 1916 con il numero LP9568.
Distribuito dalla K-E-S-E Service, il film uscì nelle sale cinematografiche statunitensi l'11 dicembre 1916.

### Conservazione
Copia incompleta della pellicola (positivo 35 mm) si trova conservata negli archivi del George Eastman House di Rochester.